# NGC 2535

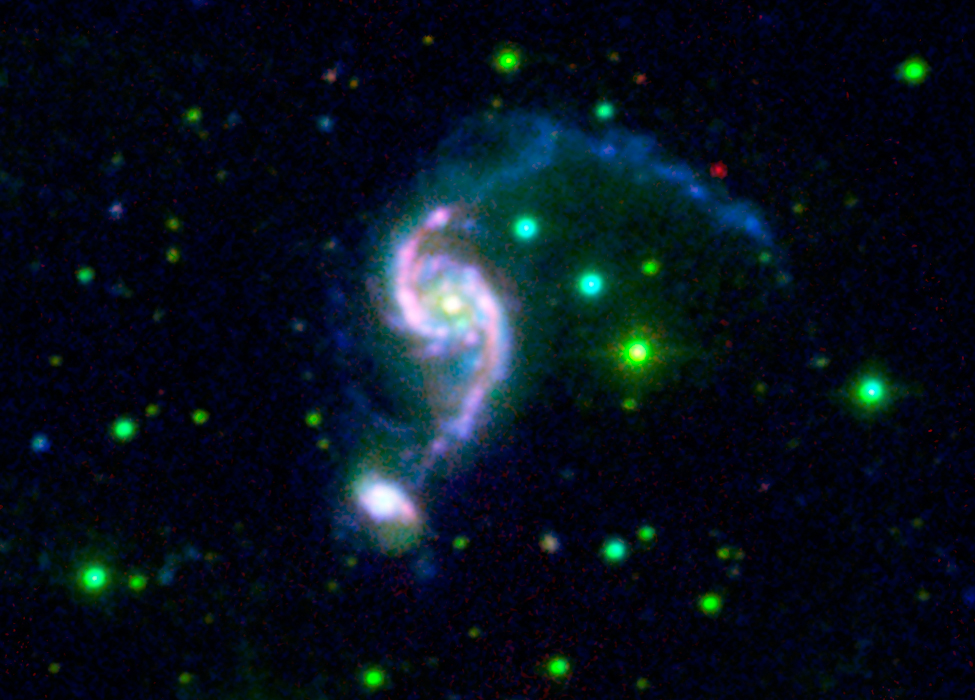
La galaxie NGC 2535. La galaxie à l'extrémité sud de NGC 2535 est NGC 2536.

NGC 2535 est une galaxie spirale située dans la constellation du Cancer. NGC 2535 a été découverte par l'astronome germano-britannique Édouard Stephan en 1877.

## Caractéristiques
La classe de luminosité de NGC 2535 est III et elle présente une large raie HI. C'est aussi une galaxie lumineuse dans l'infrarouge (LIRG). Selon la base de données Simbad, NGC 2535 est une radiogalaxie.

### Distance
Sa vitesse par rapport au fond diffus cosmologique est de 4 313 ± 15 km/s, ce qui correspond à une distance de Hubble de 63,6 ± 4,5 Mpc (∼207 millions d'al).
À ce jour, neuf mesures non basées sur le décalage vers le rouge (redshift) donnent une distance de 30,329 ± 19,583 Mpc (∼98,9 millions d'al), ce qui est à l'extérieur des valeurs de la distance de Hubble.

## Paire de galaxies en interaction
NGC 2535 est en interaction gravitationnelle avec la galaxie NGC 2536. Ces deux galaxies figurent au catalogue de Halton Arp sous le numéro 82.

## Supernova
La supernova SN 1901A a été découverte dans NGC 2535 le 10 janvier 1901 par Hartwig Zwicky Reinmuth. Le type de cette supernova n'a pas été déterminé.